# La casa de los espíritus
La casa de los espíritus es la primera novela de la escritora chilena Isabel Allende, publicada en Barcelona por la editorial Plaza & Janés en 1982. Tuvo un éxito inmediato de superventas a nivel internacional, ha sido traducida a numerosos idiomas y llevada al cine con el mismo nombre por Bille August; estrenada en 1993, la protagonizaron Jeremy Irons, Meryl Streep, Glenn Close, Winona Ryder y Antonio Banderas. Cuenta asimismo con adaptaciones teatrales, como la de la dramaturga estadounidense Caridad Svich, que se ha presentado en países como Costa Rica o la de la dramaturga española Anna Maria Ricart Codina, dada a conocer en el Teatro Español de Madrid.
Calificada dentro del realismo mágico, la novela incorpora elementos inverosímiles y extraños a lo ordinario. La historia relata la vida de la familia Trueba a lo largo de cuatro generaciones desde inicios del siglo XX hasta los años 70 y sigue los movimientos sociales y políticos del período postvirreinal de Chile. Está narrada desde la perspectiva de dos de sus protagonistas, Esteban y Alba Trueba (abuelo y nieta), y de un tercer narrador omnisciente testigo. Los acontecimientos retratados en ella tratan sobre el amor, la familia, la muerte, los fantasmas, las clases sociales, la revolución, la política, los ideales y lo maravilloso.

## Argumento
La casa de los espíritus, primera novela de Isabel Allende, narra las vivencias de cuatro generaciones de una familia y la forma en la que esta se ve afectada por las transformaciones que vive Chile, el país donde se desarrolla la obra.
La historia se inicia con una remembranza del diario de la niña Clara del Valle en un Jueves Santo, seguido por un comentario en una misa de mediodía en la capital de un país desconocido de Sudamérica. El escandaloso incidente en la iglesia establece el tono del resto de la novela. Clara seguiría escribiendo en su diario (al que ella se refería como "cuadernos de escribir la vida") hasta su muerte.
Esteban Trueba es un humilde ciudadano que parte rumbo a las minas para ganar suficiente dinero como para poder casarse con su amada, Rosa del Valle, una hermosa mujer con pelo verde. Durante su ausencia, Rosa muere envenenada por equivocación: los del partido político rivales a Severo del Valle, su padre, lo querían asesinar a él para que no fuese elegido. Esteban es de carácter fuerte y, constantemente, padece ataques de ira, ansiedad y violencia. Sufre mucho cuando Rosa muere, por lo que decide ir a reconstruir completamente Las Tres Marías, una vieja hacienda abandonada por su padre para olvidarse de su amada y hacerse rico. Diez años más tarde, ha conseguido reconstruir toda la finca y, a pesar de que ha mejorado enormemente las condiciones de vida de los empleados, su trato despótico y sus constantes abusos despiertan el silencioso resentimiento de más de un trabajador.
Poco después se entera de la próxima muerte de su madre (a quien no tenía mucho en estima) y, al volver a la capital, se encuentra con la familia Del Valle y acaba casándose con Clara, la hermana menor de Rosa, a inicios de 1919. Clara posee habilidades sobrenaturales, tales como la capacidad de predecir el futuro, de hablar con los muertos, y la telequinesis. Su padre, Severo del Valle, pierde parte de su fortuna por no hacer caso a Clara, que le advirtió (así como predijo la muerte de su hermana, entre otras cosas) que su socio le traicionaría para hacerse rico e irse al Caribe.
Clara y Esteban tienen tres hijos: la primogénita Blanca (1919) y los dos mellizos Jaime y Nicolás (1924). Blanca se enamora desde su infancia de un campesino rebelde llamado Pedro Tercero, que conoce en Las Tres Marías. Justo antes de que naciesen los mellizos, los abuelos de Blanca mueren en un accidente de tráfico —les fallan los frenos— en el que la madre pierde la cabeza que más tarde encontrará Clara y esconderá en el sótano.
Esteban Trueba finalmente se convierte en un exitoso hombre de negocios, y se dedica a la política hasta convertirse en un prominente senador del partido Conservador. Un día, en medio de un ataque de cólera, golpea a Clara, que pierde varios dientes. Aunque nunca se separaron oficialmente, e incluso vivieron en la misma casa durante muchos años, ella no volvió a dirigirle la palabra. Nicolás se embarca en una serie de negocios fracasados, y termina por dedicarse a una vida espiritual, fuera del país. Jaime, por otro lado, dedica su vida a la medicina; se convierte en un hombre sumamente misericordioso, capaz de sufrir duras penas por el beneficio del otro. Blanca mantiene encuentros furtivos con Pedro Tercero, y al tiempo queda embarazada. Al descubrirlos, Esteban Trueba la obliga a casarse con un hombre francés, matrimonio del cual escapa al poco tiempo, para volver a su casa en la capital.
Blanca da a luz a Alba. La niña hereda el pelo verde de su tía abuela Rosa, y, según Clara, su futuro se perfila como uno muy bueno. Blanca continúa con sus encuentros secretos con Pedro Tercero, que ahora es un famoso cantante de la clase obrera; y Jaime se hace secretamente amigo tanto de Pedro Tercero, como del candidato a la presidencia del partido socialista. Por este tiempo, Clara muere. Cuando Alba ingresa en la universidad, conoce a Miguel, un líder estudiantil de izquierda del que se enamora. Finalmente, luego de varios intentos, el candidato del partido socialista gana la presidencia. La hacienda Las Tres Marías es expropiada a través de la reforma agraria, lo cual genera un episodio especialmente violento por parte del senador Esteban Trueba. Pedro Tercero pasa a ocupar un cargo público en la nueva administración.
Pocos años después, apoyado por el partido conservador, la burguesía nacional, y el gobierno de los Estados Unidos, ocurre un golpe de Estado militar. Al momento de la toma del palacio presidencial, Jaime se encontraba con el presidente. Es fusilado, y su familia se entera semanas después. Los militares ocupan el poder, liderados por un ambicioso general de «augustos bigotes». Esteban Trueba, que al principio estaba extasiado con la caída de los socialistas, lentamente se da cuenta de que los militares no piensan devolver el poder a los civiles, y que la represión que ejercen ha salido de control. Miguel y Pedro Tercero pasan a ser perseguidos, y a vivir en la clandestinidad. Alba alberga secretamente a perseguidos en su casa, ayudándolos a conseguir asilo político o a salir del país. Blanca consigue esconder a Pedro Tercero en su casa, se lo confiesa a su padre, y este los envía asilados a Canadá. Alba es descubierta por la policía política. La secuestran, la torturan terriblemente por semanas, la violan, y la recluyen a confinamiento solitario. A través de contactos, Esteban Trueba logra sacar a su nieta del encierro. Poco después, muere de viejo.
Alba encuentra los cuadernos de escribir la vida de su abuela Clara, y escribe la historia de su familia.
La obra contiene elementos de roman à clef, en la que el personaje del Poeta sería Pablo Neruda, y el tío segundo de la autora, Salvador Allende, sería el presidente.

## Personajes

Árbol genealógico.

Falta Esteban García, nieto ilegítimo de Esteban Trueba y Pancha García,que tiene un papel fundamental,y su padre también falta,  así como muchos hijos ilegítimos más

### Clara Del Valle
Clara, es la matriarca esquiva y misteriosa, quien predice las tragedias de la familia y establece el destino de la casa y de los Trueba.
Hija de Severo y Nívea Del Valle, nació en 1899 y era la última hija del matrimonio Del Valle. De niña vio a su hermana Rosa la bella ser destripada por su doctor (cuando se le realizaba una autopsia) y por decisión propia no habló en 9 años, después de esto, anunció que se casaría con Esteban Trueba sin antes haber hablado con él. Tenía dotes de clarividente, vivía anotando todo en sus cuadernos de vida. Madre de tres hijos, Blanca, Jaime y Nicolás; abuela de Alba (hija de Blanca). Después de tener una pelea con Esteban y que este la golpeara, ella decide no volver a hablarle nunca más. Murió en 1952, también por decisión propia al sentir que no tenía nada más que hacer en el mundo.

### Esteban Trueba
Hijo de Esteban y Ester, se enamora de Rosa la Bella hasta que esta muere en 1909 y por la que está dos años en una mina del norte. Luego de la muerte de Rosa, renueva la hacienda de su familia "Las Tres Marías", donde viola a varias campesinas con quienes tiene varios hijos. Luego se casa con la hermana de Rosa, Clara en 1919. Esteban es de temperamento iracundo y hostil, por lo que rara vez expresa cariño hacia Clara y Rosa, a pesar de amarlas realmente. Solo se muestra cariñoso con su nieta, Alba. Muere empequeñecido, pero junto a su nieta, cambiando la maldición que su hermana Férula le lanzó cuando él la echó de su casa.

### Alba de Satigny Trueba/Alba Trueba
Hija de Pedro Tercero y Blanca, de niña solía ser consentida por sus abuelos, tíos y toda la gente de la Gran Casa de la Esquina, incluso el poeta la posaba en sus rodillas, fue visitada por Esteban García (Nieto de Esteban Trueba) cuando era menor, se enamora de Miguel y es torturada por Esteban García por ser supuestamente la mujer de un guerrillero y a modo de venganza hacia Esteban Trueba por haber violado a su madre y haberlo condenado a él a una vida de bastardo. Su abuela se dio cuenta de que Alba ha sido bendecida por las estrellas y por eso no necesita ir a la escuela. Solía llevarse muy bien con su tío Jaime y el detalle más resaltante de Alba es su pelo verde, igual que su tía abuela Rosa la Bella. Finalmente, espera a Miguel en la casa de la Esquina embarazada, sin saber si es de este, o producto de las múltiples violaciones.

### Pedro Tercero García
Inquilino desde su nacimiento en Las Tres Marías, conoce a Blanca desde siempre, por lo que llevan toda la vida enamorados. Después del Golpe de Estado, Pedro y Blanca se van a Canadá con la ayuda de Esteban. Este personaje es la interpretación que hace la autora de Víctor Jara, el popular cantautor chileno, asesinado por la dictadura del general Augusto Pinochet.

### Severo y Nívea del Valle
Severo y Nívea son padres de Rosa, Clara y otros muchachos. La candidatura de Severo por el Partido Liberal terminó cuando su hija Rosa fue envenenada en un intento de asesinato dirigido a él, aunque Nívea sería posteriormente una destacada activista social en pro de la liberación femenina. La pareja fallece en un terrible accidente automovilístico en 1924, en el cual ella quedó decapitada sin que su cabeza fuera encontrada. Clara adivinaría poco después donde se encontraba la cabeza, que una vez recuperada fue colocada en el sótano de la casa para evitar chismes. Cuando ocurre la muerte de Clara, se aprovecha para meter la cabeza de Nívea en su ataúd, donde quedaría para siempre. La cabeza de Nívea da numerosas vueltas sobre sí misma a lo largo de toda la obra, vueltas que tienen un sentido metafísico y que puede relacionarse con la filosofía de David Hume.
Severo y Nívea son personajes que aparecen en el libro "Retrato en sepia" de la misma autora. Son primos hermanos y desde la infancia estaban destinados por sus familias a ser esposos.

### La Nana
Nana es la sirviente y niñera de las familias Del Valle y Trueba por toda su vida, y ella establece relaciones cercanas con todos los muchachos que cuidaría, especialmente con Clara, a la cual asustaba constantemente para hacerle hablar durante su mutismo. Cuando Severo y Nívea murieron, se mudó a la casa de Clara para criar a sus hijos. Ella murió de susto durante el terremoto que asoló al país. Como los patrones estuvieron ausentes por varios días después de la catástrofe, fue enterrada sin ceremonia alguna, y luego su cuerpo fue mudado al mausoleo salmón de Esteban, junto con Clara y Rosa.

### Rosa del Valle
Rosa es la hija mayor de Severo y Nívea del Valle, y desde su nacimiento, su cabello verde y su resplandeciente belleza la hicieron sobresalir. Por esta razón Esteban Trueba se las ingeniaría para acercarse a la familia Del Valle para tener la mano de Rosa, así como nadie en el pueblo se atrevía a hablar con ella o pedir su mano por su radiante belleza. Esteban Trueba logra que su familia acepte su proposición dado que Nívea Del Valle no podía creer que aún ningún hombre la hubiera pedido en matrimonio, además porque no quería ser responsable de las consecuencias que su belleza acarrearía. Rosa esperó pacientemente a Esteban, puesto que este amasaría una fortuna trabajando en las minas para sentirse merecedor de ella. Mientras le esperaba, cosía un mantel enorme con extraños monstruos que imaginaba. De cualquier manera, la hermosa joven moriría al beber un veneno que estaba destinado para su padre, que pretendía ser candidato del partido liberal revolucionario. Esteban, que estaba profundamente enamorado de ella, jamás la olvidaría, y sería junto a Clara su amor eterno.

### Jaime Trueba del Valle
Jaime Trueba es, de los hijos de Clara y Esteban Trueba, mellizo de Nicolás. Muy diferente a su distraído y extrovertido hermano y a su iracundo padre, Jaime es tímido, compasivo, bondadoso y generoso.
Jaime acude a un internado inglés y posteriormente se gradúa de médico y se dedicaría la mayor parte de su vida ayudando a los pobres. Desarrolla una relación personal con el Candidato, pues también era revolucionario, pero creía que al cambio se llegaba por la democracia pacífica y no por protestas y atentados. Mientras va creciendo, se vuelve fuerte, sombrío y sentimental, aunque esto siempre lo ocultó. Tuvo una estrecha relación con Alba, a la que llegó a considerar como su hija propia. Se caracterizaba por vivir rodeado de un túnel de libros, a los que dedicaba largas horas, al igual que en el hospital donde trataba a diversos pacientes.
Se enamoró de Amanda, que era amante de su hermano Nicolás. Cuando este la embaraza, Jaime le practicará un aborto, después de lo cual se harán muy buenos amigos. Ella dejó de ir a la casa de la esquina y no la verá por veinte años, hasta que Miguel, novio de Alba, le pide que atienda a su hermana mayor, que resulta ser la añorada Amanda. En este período ella se enamora de él, quien ya no tenía la capacidad de amar a nadie de esa manera.
Como resultado de su pensamiento revolucionario, nunca llevó una buena relación con el senador Trueba. Cuando ocurre el golpe de Estado, Jaime se encontraba en el palacio presidencial por petición de El Presidente y fue asesinado dos días después del golpe por negarse a declarar que el mandatario se había emborrachado y suicidado. Esteban Trueba no lo cree y decide llamarlo con el pensamiento, al igual que hacía con Clara, por lo que un día Jaime se le aparece en espíritu con una apariencia desastrosa de sus últimos momentos y que un día morirá
El personaje contiene elementos que podrían indicar una representación del médico Arturo Jirón, tales como su cercanía al Presidente de la República y su presencia en el momento preciso del atentado contra el palacio presidencial.

### Nicolás Trueba del Valle
Nicolás Trueba es el hermano mellizo de Jaime. A diferencia de él, es extrovertido, gracioso y espiritual. Al igual que Jaime, iría a un internado inglés y posteriormente se dedicaría a buscar una profesión, dio clases de baile, lo que le hizo bastante popular y pasó muchas horas tratando de obtener los dones sobrenaturales que su madre tenía, lo que fue infructuoso y afectó mucho a su familia.
Mantuvo una relación amorosa con Amanda, quien defendía ideas existencialistas en boga, como el amor libre. Cuando ella se embaraza de él y aborta, su relación termina oficialmente. En sus deseos de lograr la espiritualidad, visita la India, donde aprendería técnicas como la meditación, el logro del nirvana, etc. Regresó de su viaje vistiendo, como Gandhi, solo un taparrabos. Escribió un libro que fracasó y funda una academia para "iluminados" y propagar “la verdad”. El senador Trueba se opuso a tales excesos y prohibió las clases y su vestimenta. Esto provocó que Nicolás protestara en la entrada del Congreso por la libertad de prensa, desnudándose a mitad de la calle, lo que causó un infarto a su padre, cuando salía agitando su bastón del recinto legislativo.
Su padre lo envió definitivamente a Norteamérica, donde establecería su instituto de la verdad y amasaría, aunque sin intención, una considerable fortuna y cierta fama. Desde entonces no se vuelve a saber de él.

### Amanda
Amanda es la amante de ambos gemelos Trueba. Cuando joven, mantenía un idealismo existencialista, desarrollando una gran amistad con Nicolás, con el cual practicaba el amor libre. Cuando se embaraza del mismo, entre ambos deciden abortar. Años después, cuando su hermano Miguel busca asistencia médica de Jaime para atender la drogadicción de Amanda, aquel la ayuda, pero a pesar de que se había enamorado de ella, simplemente ya no era capaz de sentir lo mismo, aunque ahora ella lo amaba. Se vuelve enfermera voluntaria para auxiliar a Jaime. Es asesinada durante el golpe de Estado, después de ser secuestrada y torturada para declarar la ubicación de su hermano, a lo que se negó, pues se lo había prometido. El personaje contiene elementos que podrían vincularlo a la figura femenina de la canción "Te recuerdo Amanda", del cantautor Víctor Jara.

### Miguel
Cuando era niño, visitaba la casa de los Trueba con su hermana, Amanda, que era entonces amante de Nicolás. Fue testigo del nacimiento de Alba, y más tarde fue enviado a la escuela por sugerencia de Clara, a quien creía su madre. Acudió a la universidad para estudiar Derecho, pero sus ideas radicales lo llevaron a liderar protestas estudiantiles y volverse un ferviente revolucionario. Era uno de los pocos que creía que la revolución era necesaria para que la Izquierda llegara al poder.
Después del derrocamiento del Presidente, se vuelve guerrillero, y a causa de la conexión de Alba con él, ella es detenida y torturada. Posteriormente, se revela que durante la detención de la joven, se reunía con Esteban Trueba, incluso él fue quien le propuso que acudiera con Tránsito Soto para pedir ayuda. Al final del libro, Alba esperaría en la Gran Casa su regreso.

### Férula Trueba
Férula es la hermana de Esteban Trueba y cinco años mayor que él. Vive como una ferviente devota, que se encontraba fortuitamente destinada a cumplir la obligación de cuidar de su enferma madre y sirviendo a los pobres. Ella mantendría sentimientos de amargura por su penosa situación, incluso alegrándose de la muerte de Rosa. Se hace amiga de Clara y se muda a su casa, pronto desarrollaría un amor sutil por ella. Esto tiene como resultado un conflicto con Esteban, ambos luchando por la atención de Clara, llevándolos a disputas. En un golpe de ira, la sacaría definitivamente de la casa, ella lo condena a morir con un cuerpo tan empequeñecido como su alma, lo que se haría realidad, aunque moriría al lado de su nieta y del espíritu de su amada Clara. Años después de la desaparición de Férula, aparecería en presencia de los miembros de la casa, luego se desvanecería y Clara diría que Férula acababa de morir en la soledad. Luego fue encontrada muerta en su cama en un barrio bajo en 1936.

### Pedro García
Pedro García "el viejo" es conocido por su sabiduría y apreciado por muchos. Entre sus proezas fenomenales cabe destacar cuando terminó con una plaga de hormigas al decirles cómo irse de la hacienda y acomodar los huesos rotos del cuerpo de Esteban Trueba después del terremoto. Muere en 1944, sentado al frente de su casa, ciego y casi sordo, al lado de su bisnieto Esteban García, que intenta pincharle los ojos para ver que era esa película blanca que los cubría (catarata). Él es también quien le cuenta a Pedro Tercero la historia de las gallinas que se rebelan al zorro, la cual le proporcionaría un espíritu revolucionario.

### Pancha García
La hermana de Pedro Segundo es la primera campesina violada por Esteban Trueba. Fue el producto de dos generaciones de mujeres violadas. Enseña a su nieto, Esteban García, que si él hubiera nacido en el lugar de Blanca, Nicolás o Jaime, habría heredado algo de la fortuna de los Trueba. Esto causa que Esteban García los desprecie a todos ellos, vengándose precisamente en la nieta de Esteban Trueba, Alba. Muere por una enfermedad después de un remedio natural de su padre.

### Esteban García
Esteban García es el nieto no reconocido de Esteban Trueba, hijo ilegítimo (bastardo) concebido de una violación de Trueba a una campesina, Pancha García, en las Tres Marías. Esteban García tiene un hijo al que le llama con el mismo nombre, quien desarrolla odio hacia los Trueba gracias a los imaginarios de su abuela Pancha, quien por mucho tiempo le recuerda todo lo que sería suyo si hubiera sido hijo legítimo. Luego de saber que Blanca era amante de Pedro Tercero, Esteban ofrece revelar el escondite de Pedro a cambio de una recompensa que nunca obtuvo. En este incidente el “patrón” le haría perder tres dedos al amante de su hija. En una ocasión, cuando Alba tenía seis años, la acosó, situando su pequeña mano en su entrepierna, y cuando cumplió 14 años la besó a la fuerza. En esa ocasión había acudido a la casa de los Trueba, para solicitarle al Senador que lo recomendara para la Escuela de Carabineros. Después del Golpe, el Coronel García manifiesta su odio violando y torturando cruelmente a Alba.

### Jean de Satigny
Un misterioso conde francés que se vuelve muy popular en la región por su comportamiento extravagante y su interés en el arte indígena. Trabaja con Trueba para establecer un negocio consistente en despellejar chinchillas para hacer vestimentas para damas, pero el negocio fracasa. Enseguida, mostraría interés por Blanca, quien rechaza casarse con él, a pesar de su amistad.
Satigny es quien, aparte de Clara, descubre el amorío de Blanca con Pedro Tercero, y es quien los delata con Trueba. Este suceso tendría como efecto una cadena de sucesos que, incluirían el abandono de Clara y Blanca a Esteban, la pérdida de los dedos de Pedro Tercero, y como eslabón final la boda de Blanca con él mismo. A pesar del rechazo de Blanca, él siempre fue muy cortés con ella y jamás la tocó, pero todo empezó a complicarse cuando Jean empieza a practicar el contrabando de arqueología indígena, y Blanca comienza a ver momias rondando la casa. Cuando Blanca finalmente descubre las orgías de Satigny con los sirvientes, ella lo abandona, poco antes de dar a luz a Alba.
Nadie volvió a escuchar de él otra vez; años después Alba es llamada para identificar su cuerpo en la morgue, aunque ella nunca lo había visto.

### Las tres hermanas Mora
Las tres hermanas Mora entablan una amistad con Clara debido a sus prácticas espiritistas, la visitaban continuamente con otros clarividentes, y amantes de lo desconocido, incluyendo a El Poeta. También educaron a Nicolás y a Amanda en esas materias. Las tres hermanas desaparecieron después de la muerte de Clara. Años después morirían, excepto Luisa, que aparecería en una ocasión más para avisarle a Esteban y a Alba de los eventos catastróficos que afectarían a Alba y sugiriéndole que se marche a algún sitio. Ella es expulsada por el Senador, porque no le cree. Meses después se llevarían a Alba, cumpliéndose la predicción de Luisa.

### Tránsito Soto
Es una prostituta que Esteban conoce en El Farolito Rojo, un prostíbulo cerca de Las Tres Marías, y con quien forma una buena amistad. Ella le pide 50 pesos para poder comprarse un vestido, artilugios de belleza y un pasaje para ir a la capital y empezar un negocio de prostitutas ahí. Esteban lo financia y ella le promete que le debe una.
Con el tiempo ella crea una cooperativa de prostitutas y homosexuales, con la que gana mucho dinero y tendrá una gran influencia con los hombres de negocio. A través de la obra ella tiene varios encuentros con Esteban, donde lo consuela y hablan sobre sus problemas, mientras que ella insiste en que algún día le iba a pagar su deuda, no con dinero, sino con un favor. Esto se realiza al final de la historia cuando ella, por pedido de Esteban, usa sus conexiones con los altos generales militares (que eran frecuentes clientes en sus prostíbulos) para forzar al Coronel García a que libere a Alba, la nieta de Esteban, a quien él mantenía presa como una esclava, bajo continuas torturas.
El personaje se vincula a Carlina Morales Padilla, prestigiosa propietaria de un burdel en Santiago, conocida popularmente como "La tía Carlina".

### El Poeta
Como su nombre sugiere, es un poeta del mismo país que la familia Trueba, que se amiga brevemente con Clara cuando ella alberga a poetas y espiritualistas en «la gran casa de la esquina». El Poeta muestra una ideología socialista y escribe poesías existencialistas que Clara escucha con fascinación. Muere pocos días después del golpe militar, abrumado por los acontecimientos. El Poeta está basado en Pablo Neruda. Esta interpretación se confirma más claramente en el capítulo VII, donde se menciona que Amanda habría servido de inspiración para el Poeta: «donde el Poeta solía sentarse a la hora del té, a hablar sobre canciones desesperadas...», haciendo alusión a la obra de Pablo Neruda Veinte poemas de amor y una canción desesperada.

### El Candidato o El Presidente
El Candidato era un aspirante electoral a la presidencia del país ya en las últimas partes del libro. Un socialista que logra triunfar en la elección y se vuelve El Presidente. El Candidato mantiene una estrecha amistad con Jaime Trueba, con quien se juntaba a jugar al ajedrez. Después de ser elegido El Candidato, la derecha comienza a boicotear su gobierno, con la intención de volver a manejar los hilos políticos y económicos del país. Durante el golpe militar, El Candidato jura que no renunciará y cuando las fuerzas militares logran tomar el Palacio de los Presidentes, se encierra en su despacho, al cual acceden los golpistas. Según la versión oficial entregada por los militares, El Candidato se suicida, pero queda la sospecha general de que lo han asesinado. El Candidato está basado en el tío de la escritora y presidente chileno, Salvador Allende

## Partido Conservador
El Partido Conservador es un símbolo de la mayoría de los partidos de derecha latinoamericanos. Al principio de la historia, se contrapone al Partido Liberal, al cual pertenece el senador del Valle, padre de la protagonista Clara del Valle. Más tarde este último partido es sustituido por el Partido Socialista, más de izquierdas.
En varias ocasiones, el Partido Socialista resulta derrotado, principalmente por el fraude electoral del Conservador, hasta que gana los comicios cerca del final de la novela. La gran mayoría de la familia Trueba es del Socialista, excepto el patriarca, Esteban Trueba, que es senador y líder del Partido Conservador. Tras el triunfo socialista, el senador Trueba, en alianza con Estados Unidos, derroca a los socialistas imponiendo una dictadura, en la cual matan a su hijo Jaime y violan y torturan a su nieta Alba.